# Jonquery
Jonquery ist eine französische Gemeinde mit 114 Einwohnern (Stand: 1. Januar 2022) im Département Marne in der Region Grand Est (vor 2016 Champagne-Ardenne). Sie gehört zum Arrondissement Reims und zum Kanton Dormans-Paysages de Champagne. Die Einwohner werden Jonqueryats genannt.

## Geographie
Jonquery liegt etwa 28 Kilometer südwestlich von Reims.
Nachbargemeinden von Jonquery sind Ville-en-Tardenois im Norden und Nordosten, Champlat-et-Boujacourt im Osten und Nordosten, La Neuville-aux-Larris im Osten, Baslieux-sous-Châtillon im Süden und Südosten, Cuisles im Süden, Olizy im Westen und Südwesten sowie Romigny im Westen und Nordwesten.

## Bevölkerungsentwicklung
| Jahr                       | 1962 | 1968 | 1975 | 1982 | 1990 | 1999 | 2006 | 2018 |
| Einwohner                  | 78   | 88   | 69   | 58   | 71   | 78   | 87   | 110  |
| Quellen: Cassini und INSEE |      |      |      |      |      |      |      |      |

## Sehenswürdigkeiten
- Kirche Saint-Martin, seit 1919 Monument historique

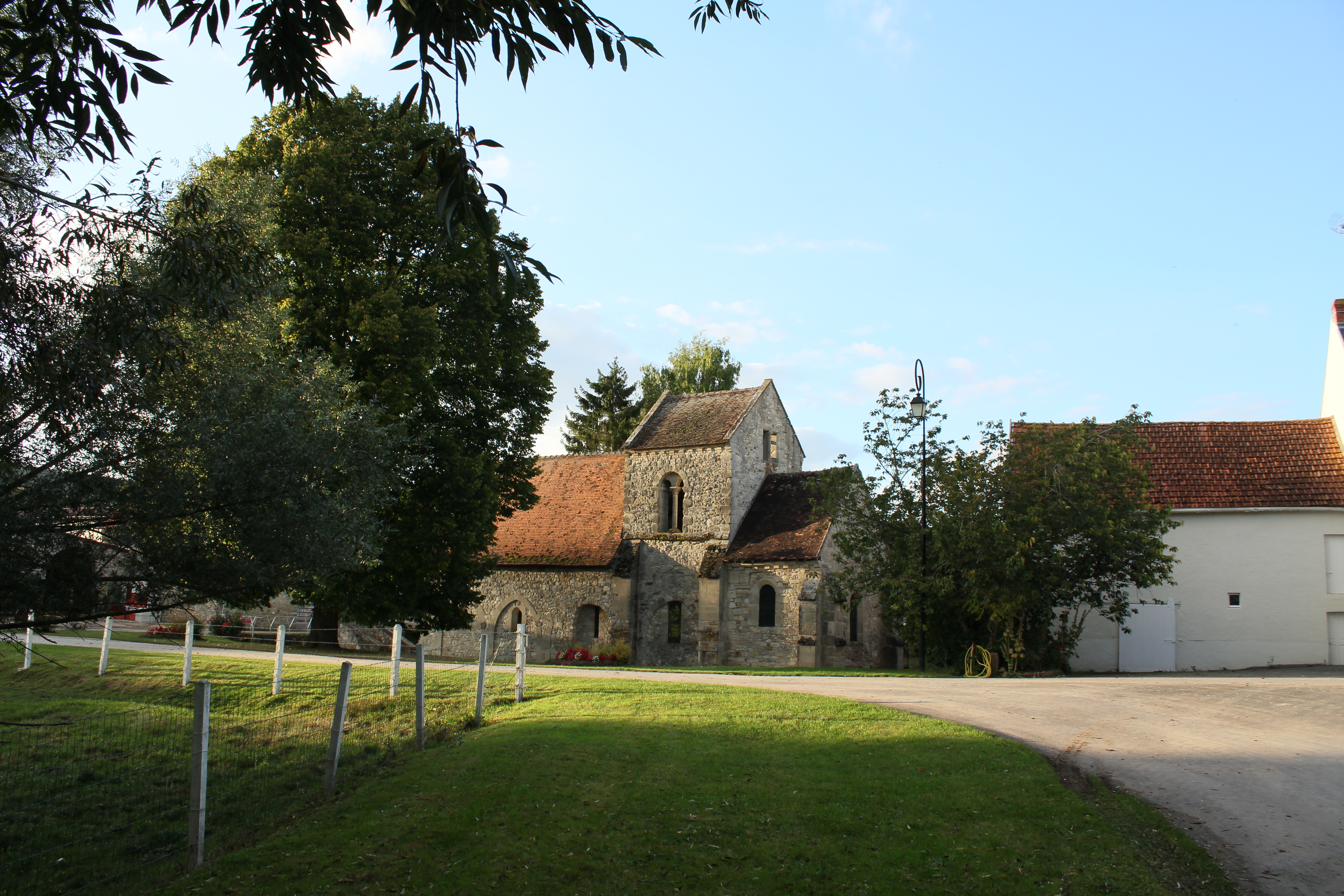
Kirche Saint-Martin